# Björka, Köinge socken
Björka är en by i Köinge socken, Falkenbergs kommun. Namnet skrivs oftast Börka eller Börcka i äldre kyrk- och domböcker. Bykärnan ligger uppe på en ås omedelbart söder om Björkasjö vars sydligaste delar ligger inom byns gamla gränser. Utmed väg N 781 ligger några friköpta torp, idag gårdar.
På byns utmarker, helt nära gränsen till Varbergs kommun ligger delar av Mjällbjärs naturreservat som innehåller ett tjugotal rödlistade eller på annat sätt intressanta arter.

## Historia
Björka var sedan den danska tiden ett helt skattehemman och är första gången omnämnt 1592  och jordeboksnamnet är Olof Torsgård . År 1794 förmedlades hemmanet Björka från ett helt till ett halvt mantal. 
När beståndet av husbehovskvarnar i Faurås härad inventerades 1785 uppgavs det att hemmanet Björka hade en sådan kvarn, men att den på senare tid legat öde.
Laga skifte genomfördes 1866, och ingen av de båda gårdarna behövde flytta från den ursprungliga bytomten.

## Bebyggelsenamn
De båda ursprungliga gårdarna tycks inte ha haft några personliga namn, men de gamla torpen har haft bebyggelsenamn. Nedanstående förteckning gäller torp och backstugor som funnits fram till år 1900. För några händelser efter 1900 saknas idag (2011) sammanställda uppgifter.
- Slätter / Slätterna / Slätten (cirka 1780 – ). Ett torp, friköpt 1930.
- Valbäck (cirka 1729 – ). Ett båtsmanstorp
- Åkerjord (1900 – ). Ett torp, friköpt under 1900-talet.
- Åsaflatan (1893 – ). Ett torp.

## Övrigt
År 1751 blev ägaren till den västra av de båda huvudgårdarna, den 46-årige bonden Olof Bengtsson, enligt sin dödsnotis mördad (ihjälstucken) av drängen Olof Larsson från Lustorp . Dråparen blev dömd till döden av Faurås häradsrätt , men eftervärlden saknar närmare uppgifter kring händelsen och huruvida dödsdomen alls verkställdes .

### Fotnoter
1. ↑  Som källa för arealuppgiften har använts ”Beskrivning till [ekonomiska] kartan över Köinge, Okome och Svartrå socknar inom Faurås härad och Hallands län upprättad i Rikets Allmänna Kartverk år 1925”, vilket har sin förklaring dels i dess noggranna redogörelse för de då rådande förhållandena, dels för att fastighetsregleringar under senare år så radikalt har ritat om fastighetskartorna att ibland både byanamn raderats ut och historiska församlingsgränser flyttats. 1925 års beskrivning kan därför sägas utgöra den skriftliga källa som bäst speglar den (historiska) mantalssättning som rått sedan 1600-talets mitt och även det namnskick som (trots fastighetsregleringar) ännu råder på orten.
2. ↑  Ur Warbergs län jordebok 1592; Skatte guodtz, . . Suendt Thostenssenn ÿ Birche. Vidare ur Ekstraskattemandtaller 1638; Skattegaarde. . . Torbiörnn Suendsen i Börche . . . Inndister. . . Thorstenn Haagensen i Bierche
3. ↑   Ur Jordeboken 1646; Olof Toresson i Börcka skattehemman 1 mtl. Vidare ur Hallands Landsbeskrifning 1729; Biörka Olufsgård, 1 mtl Skatte, Oluf Bengtson ½, Anders Ifwars 1/4, Börge Hanson 1/4
4. ↑  Gårdsgenealogier finns gjorda för samtliga gårdar inom f.d. Okome pastorat av släktforskaren Ingemar Rosengren
5. ↑  I ordinarie domboken 1752 finns ett svårläst protokoll från ett urtima ting i april detta år. Protokollet är troligen fortsättning av ett annat från ett urtima ting 28/12 1751. Av protokollet framgår med säkerhet, att drängen Olof Larsson från Lustorp med tre knivhugg hade dräpt Olof Bengtsson, åbo i Björka, och att dråparen var dömd till döden. Dödsdomen var nu underställd Göta hovrätt.
6. ↑  Protokollet från urtima tinget 28/12 1751 finns ej i ordinarie domboken. Och domboken för urtima ting detta år tycks inte finnas.